# 라트비아의 여자 배우 목록

## 가
- 아니타 그루베

## 나
- 크리스티네 네바라우스카

## 다
- 헬가 단크베르가
- 야나 둘렙스카
- 올가 드레게

## 라
- 레기나 라주마
- 다그마라 레간테
- 이네세 레이자네
- 메리야 레이코
- 리가 리에피나
- 지드라 리텐베르가

## 마
- 미르자 마르틴소네

## 바
- 엘비라 발디나
- 릴리타 베르지나
- 인드라 부르콥스카
- 이자 비네

## 사
- 지그리다 스퉁구레
- 이나라 슬루카

## 아
- 비야자 아르트마네
- 마야 아피네
- 잉리다 안드리나
- 에스메랄다 에르말레
- 바이바 인드리크소네

## 자
- 구나 자리나

## 카
- 아스트리다 카이리샤
- 아우스마 칸타네지에도네
- 레지야 칼니나
- 디나 쿠플레
- 엘리타 클라이비나

## 타
- 카리나 타타리노바

## 파
- 에리카 페르다
- 이베타 폴레